# Calytrix leptophylla
Calytrix leptophylla är en myrtenväxtart som beskrevs av George Bentham. Calytrix leptophylla ingår i släktet Calytrix och familjen myrtenväxter. Inga underarter finns listade i Catalogue of Life.